# Gouvernement Puig II
Généralité valencienne
Puig I Mazón
Le gouvernement Puig II (en catalan : Segon Govern de Ximo Puig) est le conseil de la Généralité valencienne entre le 17 juin 2019 et le 19 juin 2023, sous la Xe législature du Parlement valencien.
Il est dirigé par le socialiste Ximo Puig et formé après les élections générales anticipées du 28 avril 2019. Il se compose de 11 conseillers, dont deux portent le titre de vice-président.
Majoritaire au Parlement valencien, il est constitué d'une coalition entre le Parti socialiste, la Coalition Compromís et l'alliance Unides Podem. Il fait l'objet d'un remaniement en mai 2022 qui affecte cinq départements.
Il succède au gouvernement Puig I, qui assumait la gestion des affaires courantes depuis les élections autonomiques. Après les élections du 28 mai 2023, il cède le pouvoir au gouvernement de coalition du nouveau président conservateur Carlos Mazón.

## Historique
Ce gouvernement est dirigé par le président de la Généralité valencienne socialiste sortant Ximo Puig, au pouvoir depuis juin 2015. Il est constitué et soutenu par une coalition entre le Parti socialiste ouvrier espagnol (PSOE), la Coalition Compromís (Compromís) et Unides Podem (Podem-EUPV). Ensemble, ils disposent de 52 députés sur 99, soit 52,5 % des sièges du Parlement valencien.
Il est formé à la suite des élections parlementaires du 28 avril 2019.
Il succède donc au gouvernement Puig I, constitué du PSOE et de Compromís et soutenu de l'extérieur par Podem.

### Formation
Au cours du scrutin, le Parti socialiste devient la première force politique de la Communauté valencienne, une première depuis 1995. Son gain de quatre sièges compense partiellement les pertes enregistrées par Compromís et Unides, qui totalisent un recul de sept députés, permettant une reconduction de l'« accord du Jardin botanique » (Acord del Botànic) qui unit les trois formations depuis quatre ans.
Le 5 juin, alors qu'aucun accord n'est conclu entre les trois partis de gauche, le président du Parlement Enric Morera convoque le débat d'investiture pour la semaine suivante, le 12 juin. Le pacte entre le PSOE, Compromís et Unides est finalement conclu au matin de la session parlementaire, quelques heures avant l'ouverture des débats, et prévoit l'entrée d'Unides Podem au conseil de la Généralité valencienne. Après le discours de politique générale de Ximo Puig, la séance est suspendue et les dirigeants de la nouvelle majorité parlementaire se retrouvent au château de Santa Barbara à Alicante où ils ratifient formellement le document scellant leur entente.
Lors du premier vote de confiance le 13 juin, le président sortant de la Généralité l'emporte par 52 voix pour et 46 voix contre, un parlementaire de Ciudadanos étant absent. Il est assermenté devant les députés et en présence des ministres José Luis Ábalos et Luis Planas et du dirigeant de Podemos Pablo Echenique trois jours plus tard. La liste des conseillers du nouveau gouvernement, qui comprend cinq socialistes, quatre régionalistes et deux écosocialistes, est dévoilée le soir même et ceux-ci prêtent serment à leur tour le lendemain.

### Succession
Lors des élections autonomiques du 28 mai 2023, la coalition gouvernementale perd sa majorité absolue en raison de l'échec d'Unides Podem à franchir le seuil électoral tandis que le Parti populaire (PP) remporte la majorité relative.
Après la conclusion d'un accord de coalition entre le PP et Vox, le chef de file du PP Carlos Mazón est élu président de la Généralité par le Parlement le 13 juillet. Son gouvernement prête serment et entre en fonction le 19 juillet.

## Composition

### Initiale (17 juin 2019)
- Par rapport au gouvernement Puig I, les nouveaux conseillers sont indiqués en gras, ceux ayant changé d'attributions le sont en italique.

| Fonction                                                                                                   | Titulaire | Titulaire                                                            | Parti       |
| --- | --------- | -------------------------------------------------------------------- | ----------- |
| Président de la Généralité                                                                                 |           | Joaquim Francesc Puig i Ferrer                                       | PSOE        |
| Vice-présidente Conseillère à l'Égalité et aux Politiques inclusives Secrétaire et porte-parole du Conseil |           | Mónica Oltra Jarque                                                  | Compromís   |
| Second vice-président Conseiller au Logement et à l'Architecture bioclimatique                             |           | Rubén Martínez Dalmau (jusqu'au 10/09/2021) Héctor Illueca Ballester | Podem       |
| Conseiller aux Finances et au Modèle économique                                                            |           | Vicent Soler i Marco                                                 | PSOE        |
| Conseillère à la Justice, à l'Intérieur et à l'Administration publique                                     |           | Gabriela Bravo Sanestanislao                                         | Sans (PSOE) |
| Conseiller à l'Éducation, à la Culture et aux Sports                                                       |           | Vicent Marzà Ibáñez                                                  | Compromís   |
| Conseillère à la Santé universelle et à la Santé publique                                                  |           | Ana Barceló Chico                                                    | PSOE        |
| Conseiller à l'Économie durable, aux Secteurs productifs, au Commerce et au Travail                        |           | Rafael Climent González                                              | Compromís   |
| Conseillère à l'Agriculture, au Développement rural, à l'Urgence climatique et à la Transition écologique  |           | Mireia Mollà Herrera                                                 | Compromís   |
| Conseiller à la Politique territoriale, aux Travaux publics et à la Mobilité                               |           | Arcadi España García                                                 | PSOE        |
| Conseillère à l'Innovation, à l'Enseignement supérieur, à la Science et à la Société numérique             |           | Carolina Pascual Villalobos                                          | Sans (PSOE) |
| Conseillère à la Participation, à la Transparence, à la Coopération et à la Qualité démocratique           |           | Rosa Pérez Garijo                                                    | EUPV        |

### Remaniement du 14 mai 2022
- Par rapport à la composition précédente, les nouveaux conseillers sont indiqués en gras, ceux ayant changé d'attributions le sont en italique.

| Fonction                                                                                                   | Titulaire | Titulaire                                                                                   | Parti       |
| --- | --------- | ------------------------------------------------------------------------------------------- | ----------- |
| Président de la Généralité                                                                                 |           | Joaquim Francesc Puig i Ferrer                                                              | PSOE        |
| Vice-présidente Conseillère à l'Égalité et aux Politiques inclusives Secrétaire et porte-parole du Conseil |           | Mónica Oltra Jarque (jusqu'au 29/06/2022) Aitana Joana Mas i Mas                            | Compromís   |
| Second vice-président Conseiller au Logement et à l'Architecture bioclimatique                             |           | Héctor Illueca Ballester                                                                    | Podem       |
| Conseiller aux Finances et au Modèle économique                                                            |           | Arcadi España García                                                                        | PSOE        |
| Conseillère à la Justice, à l'Intérieur et à l'Administration publique                                     |           | Gabriela Bravo Sanestanislao (jusqu'au 07/07/2023)                                          | Sans (PSOE) |
| Conseillère à l'Éducation, à la Culture et aux Sports                                                      |           | Raquel Tamarit Iranzo                                                                       | Compromís   |
| Conseiller à la Santé universelle et à la Santé publique                                                   |           | Miguel Mínguez Pérez                                                                        | Sans (PSOE) |
| Conseiller à l'Économie durable, aux Secteurs productifs, au Commerce et au Travail                        |           | Rafael Climent González                                                                     | Compromís   |
| Conseillère à l'Agriculture, au Développement rural, à l'Urgence climatique et à la Transition écologique  |           | Mireia Mollà Herrera (jusqu'au 25/10/2022) Isaura Navarro Casillas (à partir du 26/10/2022) | Compromís   |
| Conseillère à la Politique territoriale, aux Travaux publics et à la Mobilité                              |           | Rebeca Mariola Torró Soler                                                                  | PSOE        |
| Conseillère à l'Innovation, à l'Enseignement supérieur, à la Science et à la Société numérique             |           | Josefina Antonia Bueno Alonso                                                               | PSOE        |
| Conseillère à la Participation, à la Transparence, à la Coopération et à la Qualité démocratique           |           | Rosa Pérez Garijo                                                                           | EUPV        |